# Un viaggio indimenticabile
Un viaggio indimenticabile (Head Full of Honey) è un film del 2018 diretto da Til Schweiger con protagonisti Nick Nolte, Matt Dillon e Emily Mortimer.
La pellicola è il remake del film tedesco del 2014 Honig im Kopf, sempre diretto da Til Schweiger.

## Trama
Nick scopre che suo padre, Amadeus, un uomo vedovo, è malato di Alzheimer. E così lo invita a trasferirsi da lui a Londra con tutta la sua famiglia. Grazie all'aiuto di Tilda, la sua nipotina, l'uomo visita la città di Venezia e tutti i luoghi inerenti ai suoi ricordi, intraprendendo un viaggio che cambierà radicalmente la sua vita e quella della sua famiglia.

## Produzione
Le riprese del film sono iniziate a Bad Oldesloe, in Germania, nel giugno 2018.
Sophia Lane Nolte, figlia di quarte nozze di Nick Nolte, interpreta la nipote del personaggio interpretato dall'attore statunitense.

## Promozione
Il primo trailer del film viene diffuso il 30 ottobre 2018.

## Distribuzione
Il film è uscito in Italia il 21 marzo 2019.